# Panteón Nacional de jefes de Estado del Ecuador
El Panteón nacional de jefes de Estado es un cementerio reservado únicamente a los jefes de Estado de la República del Ecuador. Se encuentra ubicado en el lado occidental de la explanada que rodea la Basílica del Voto Nacional, al mismo nivel de las criptas públicas pero no conectado con ellas. Se accede al Panteón a través de una escalinata.
El Panteón puede ser visitado solamente por los familiares de los presidentes enterrados, salvo durante el día de los difuntos cuando se abre brevemente al público general.

## Historia
El Panteón de jefes de Estado fue idea del padre Julio María Matovelle luego de una visita a la Cripta Real del Monasterio de El Escorial donde reposan los restos de reyes y reinas. La idea fue crear un lugar análogo para presidentes de la república del Ecuador.
El panteón fue construido en 1986 bajo la supervisión del padre Rigoberto Correa.

## Interior
La pared norte muestra una escultura hecha por la artista quiteña América Salazar llamada Cristo de la Resurrección, con la fecha 1986. Sobre la pared, a la izquierda de la escultura, se lee la inscripción "Dad al César lo que es del César", mientras que del lado derecho continúa: "Y a Dios lo que es de Dios". Esta es una cita tomada de Lc. 20, 25.
En el mismo espacio hay dos cóndores de bronce ubicados a cada lado.

El Panteón de jefes de Estado cuenta con 50 tumbas para cuerpos distribuidos entre las arcadas y 150 urnas para cenizas dispuestas junto a las paredes del panteón. Tanto urnas como tumbas para cuerpos son de mármol francés y llevan un escudo del Ecuador bañado en oro.

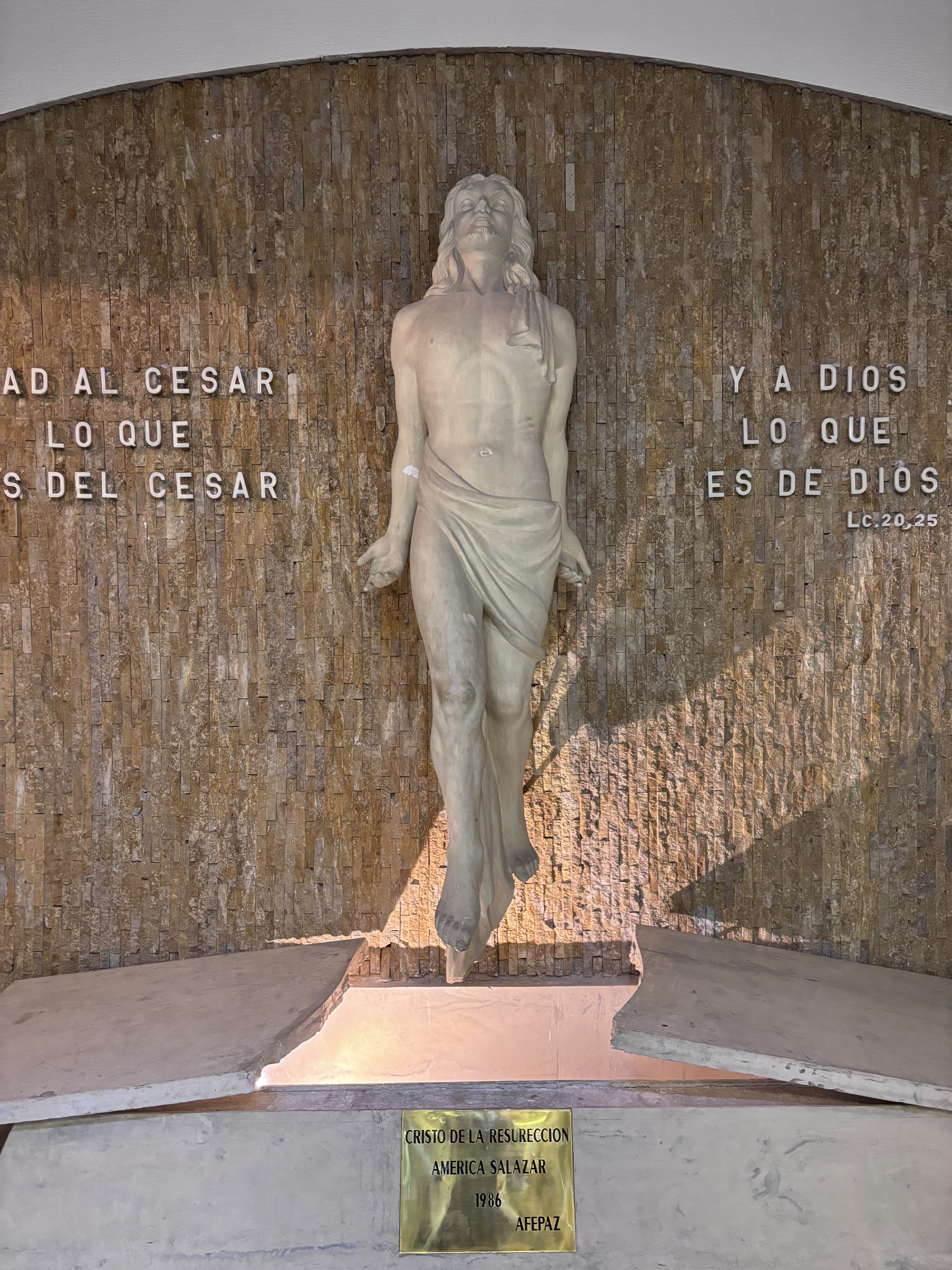
Cristo de la Resurrección (1986), América Salazar.
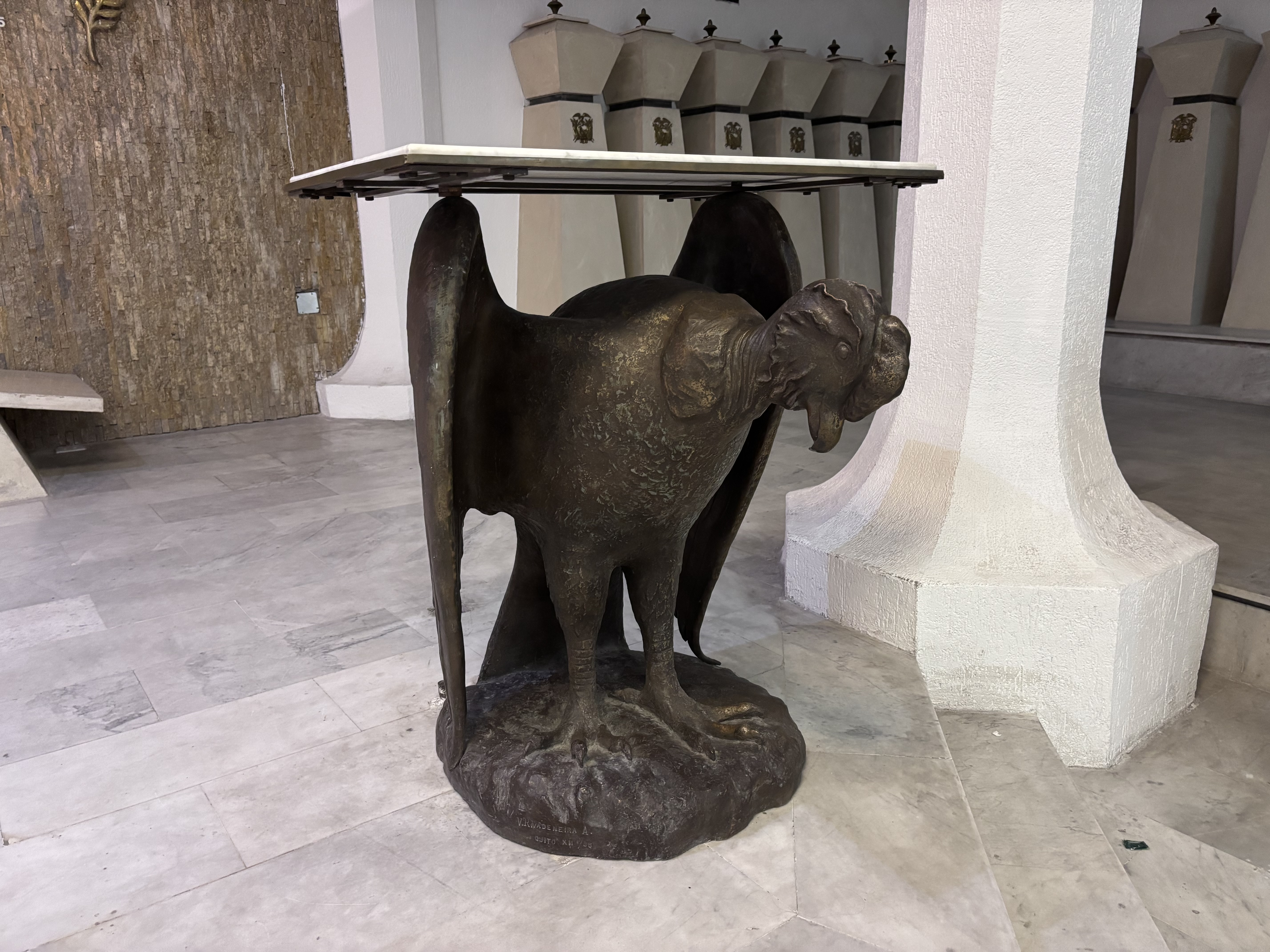
Cóndor de bronce, junto a las columnas del lado derecho.
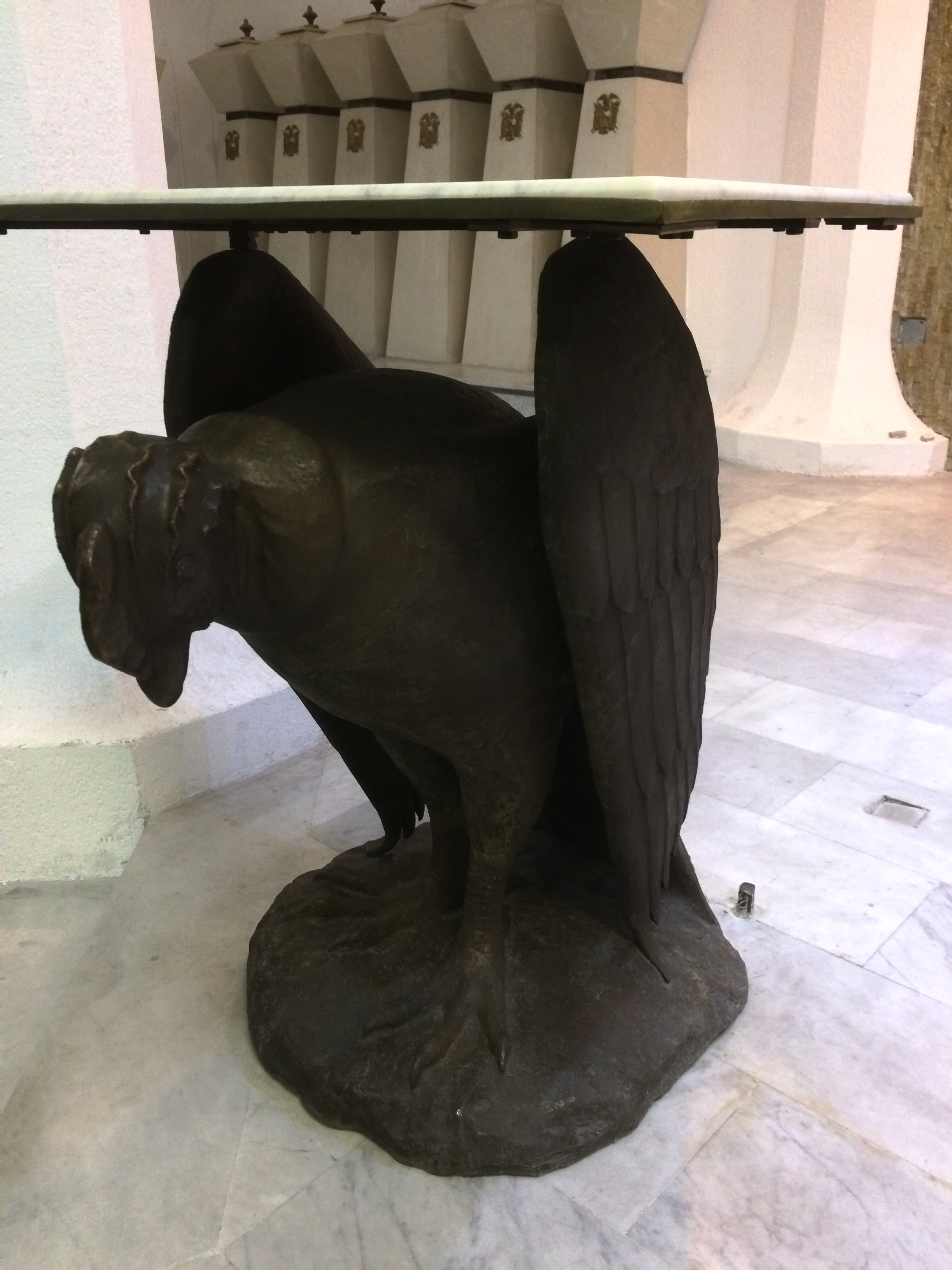
Cóndor de bronce, junto a las columnas del lado izquierdo.
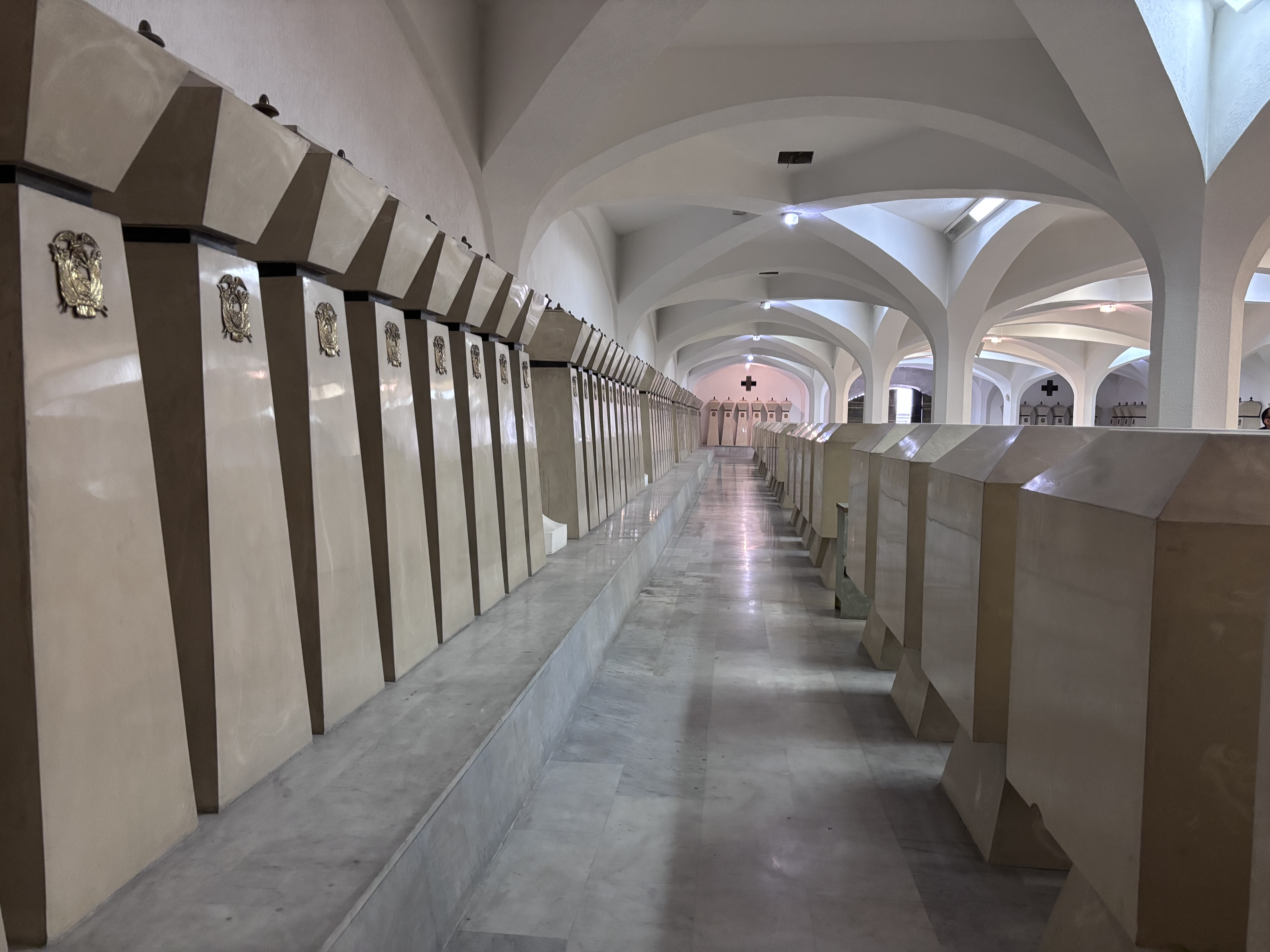
Urnas y sarcófagos

## Presidentes enterrados en el Panteón Nacional
Solamente cuatro jefes de Estado se encuentran enterrados en el Panteón Nacional:
| Jefe de Estado | Jefe de Estado             | Tipo                          | Períodos de gobierno |  |
| -------------- | -------------------------- | ----------------------------- | -------------------- |  |
|                | Antonio Flores Jijón       | Presidente constitucional     | 1888-1892            |  |
|                | Mariano Suárez Veintimilla | Presidente constitucional     | 1947                 |  |
|                | Andrés F. Córdova Nieto    | Encargado del poder ejecutivo | 1939-1940            |  |
|                | Camilo Ponce Enríquez      | Presidente constitucional     | 1956-1960            |  |

## Galería

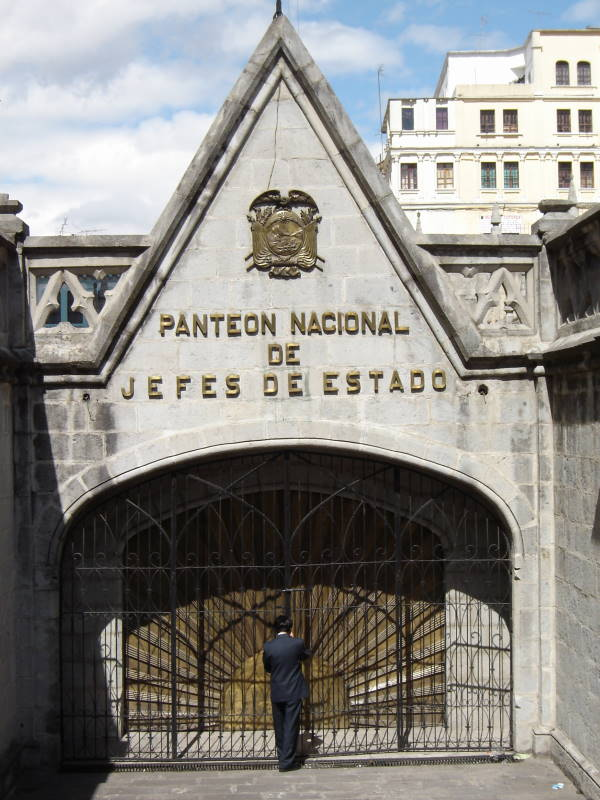
Entrada.
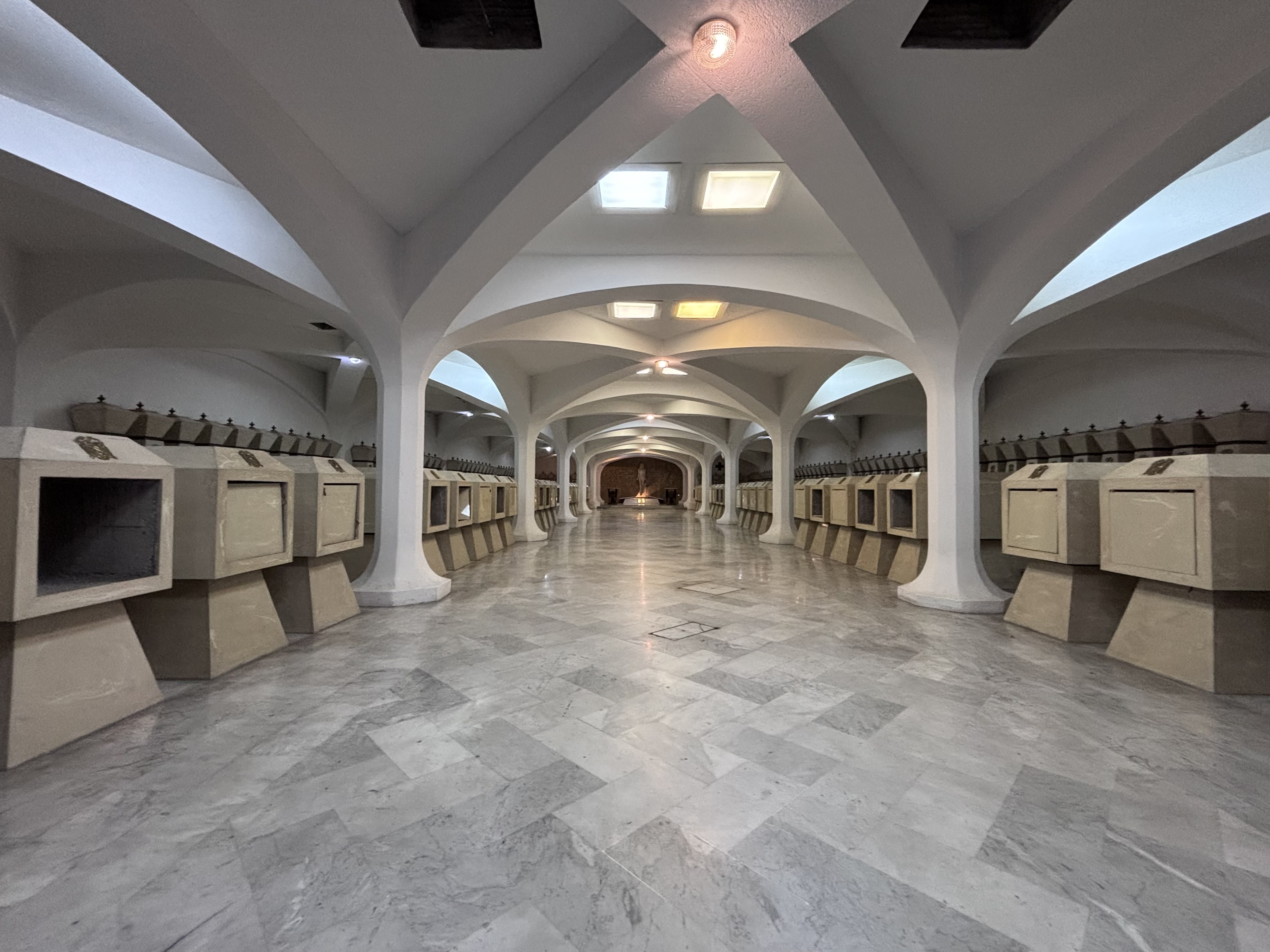
Interior, corredor principal.
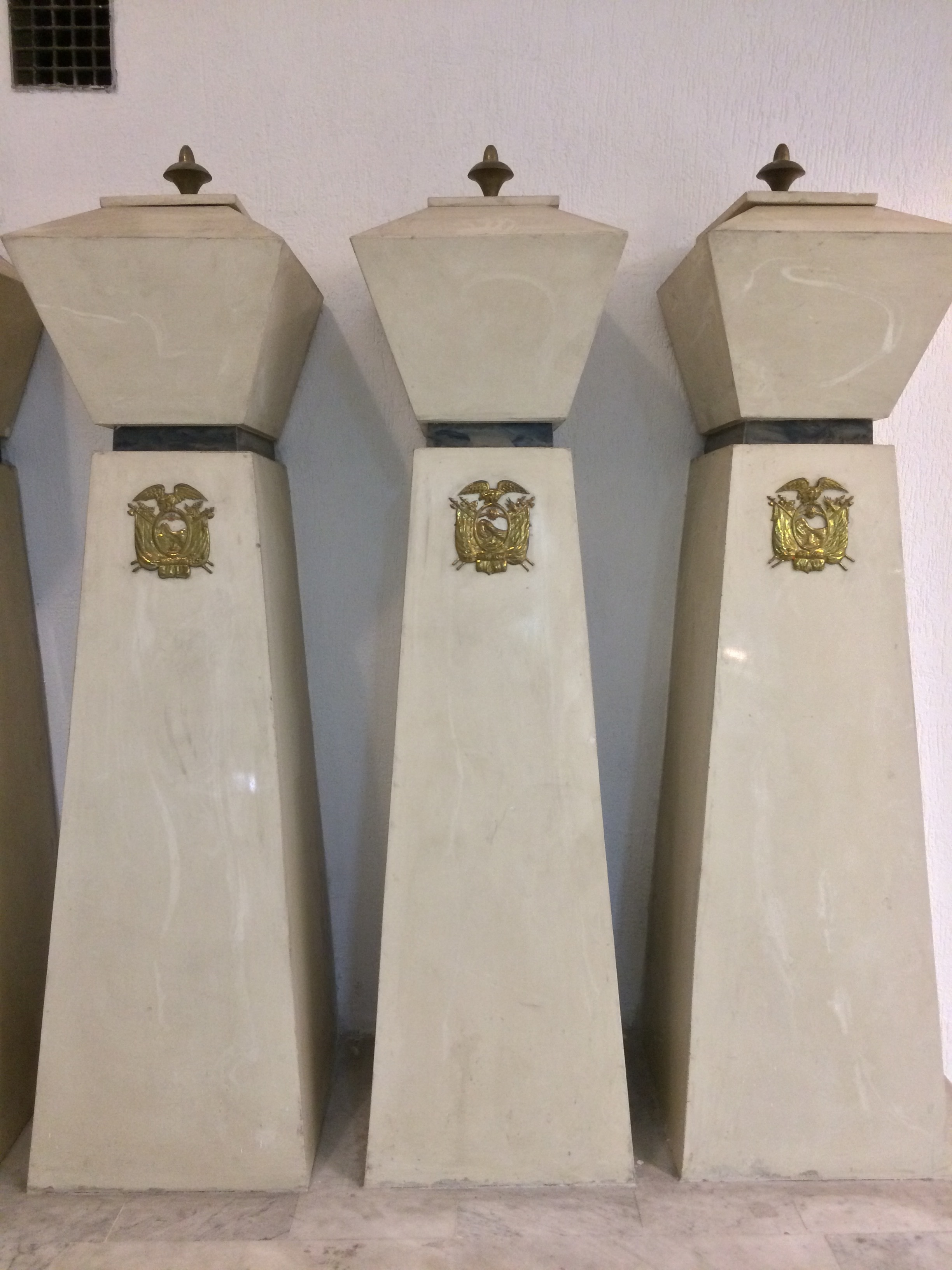
Urnas para cenizas.
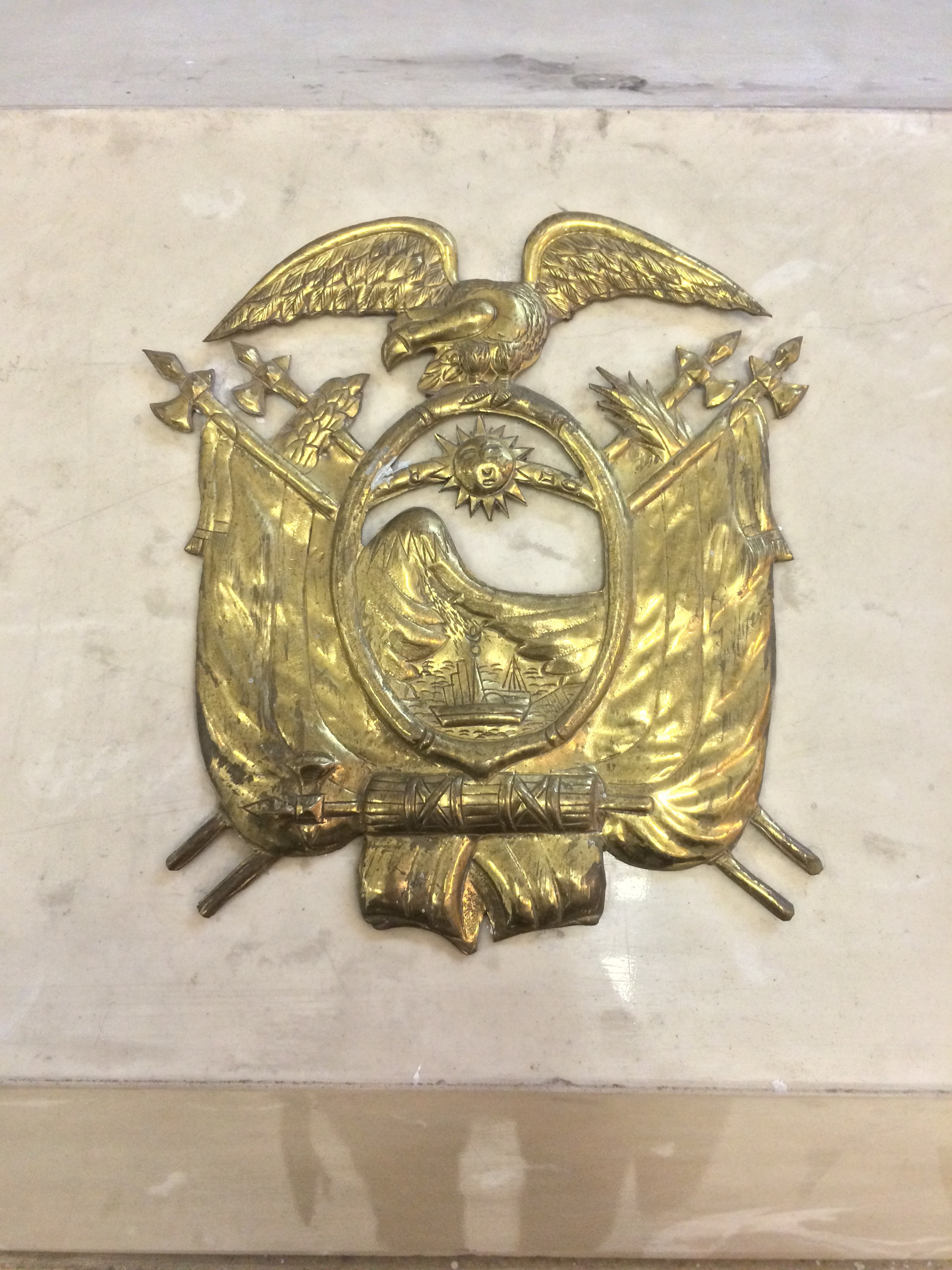
Escudo del Ecuador (detalle).
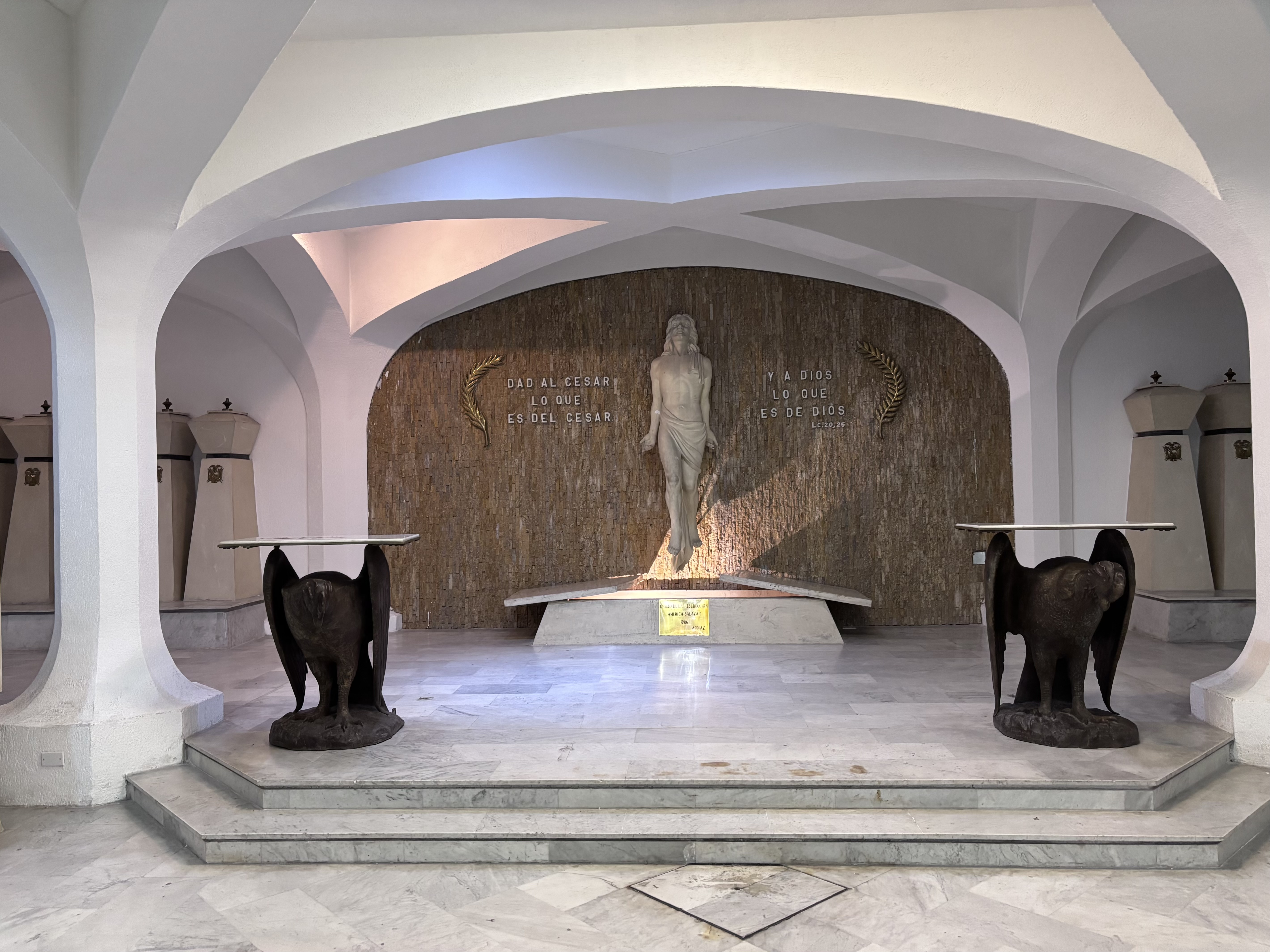
Cristo de la Resurrección de América Salazar junto a los cóndores de bronce